# Ethan Ampadu
Ethan Kwame Colm Raymond Ampadu (sinh ngày 14 tháng 9 năm 2000) là một cầu thủ bóng đá chuyên nghiệp người xứ Wales hiện thi đấu ở vị trí trung vệ cho câu lạc bộ Spezia tại Serie A và đội tuyển quốc gia Wales. 

## Danh hiệu
Chelsea
- UEFA Europa League: 2018–19[4]